# Leonardo Dudreville
Leonardo Dudreville (* 4. April 1885 in Venedig; † 13. Januar 1975 in Ghiffa am Lago Maggiore) war ein italienischer Maler des Futurismus und des Novecento Italiano.

## Leben
Dudreville studierte zwar ab 1902 Malerei und zwar in der Accademia di Brera in Mailand, er widmete sich aber ebenso intensiv der Musik. Mit seinem Freund Anselmo Bucci teilte er ab 1906 ein Atelier und reiste auch mit diesem 1906 nach Paris, wo er Amedeo Modigliani und Gino Severini kennenlernte. In Paris wurde ihm von dem Kunsthändler Alberto Gruibicy eine erste Ausstellung seiner divisionistischen Bilder ermöglicht. Dudreville stand zwar im Kontakt mit den Futuristen, unterzeichnete aber deren Manifest von 1910 nicht. 1913 gründete er gemeinsam mit Ugo Nebbia die Gruppe Nuove Tendenze, der sich auch Achille Funi, Mario Chiattone und Antonio Sant’Elia anschlossen. Da er wegen einseitiger Erblindung vom Kriegsdienst befreit war, konnte er sich weiter der Kunst widmen, wobei er sich in Zeichnungen mit der Irredenta beschäftigte. Nach dem Krieg näherte er sich dem Futurismus an und unterzeichnete das Manifest Contro tutti ritorni in pittura, wurde aber dennoch 1922 zum Mitbegründer des Novecento. In der Folge illustrierte er vor allem Kinderbücher, was ihm mehrere Preise einbrachte.